# Nueva Galicia

Lage von Nueva Galicia im spanischen Mexiko von 1819

Nueva Galicia (deutsch: Neu-Galicien, vollständig Nuevo Reino de Galicia, Neues Königreich von Galicien) war eine Provinz im Vizekönigreich Neuspanien, dem spanischen Kolonialreich im heutigen Mexiko. Sie bestand von 1531 bis 1823 und umfasste in etwa die Fläche der heutigen mexikanischen Bundesstaaten Aguascalientes, Colima, Jalisco, Nayarit und Zacatecas.

## Entstehung
Im Rahmen der Conquista eroberten spanische Truppen unter Nuño Beltrán de Guzmán ab 1530 den Westen und Norden des heutigen Mexiko. Das gesamte weitgehend unerschlossene Gebiet erhielt per königlicher Urkunde vom 25. Januar 1531 den Namen Nueva Galicia.
Als Hauptstadt wurde Santiago de Galicia de Compostela gegründet; es gelang den Spaniern in den ersten Jahren allerdings nicht, ihre Eroberung zu stabilisieren. Immer wieder kam es zu Aufständen der einheimischen Bevölkerung, die in verschiedenen Koalitionen Widerstand gegen die spanischen Eroberer leisteten.

## Konsolidierung
Im Jahr 1540 verlegte Cristóbal de Oñate die Hauptstadt an einen geeigneteren Ort. Sie wurde allgemein Compostela de las Indias genannt und besteht bis heute als Compostela (Nayarit). Im Jahr 1548 entschied der Hof in Madrid, dass für Neu-Galicien eine eigene Real Audiencia einzurichten sei. Sie nahm zunächst ihren Sitz in Compostela.
Im Jahr 1549 wurde die Provinz von Papst Paul III. in den Rang eines Erzbistums erhoben; elf Jahre später zogen der Erzbischof und die Audiencia in die neue Hauptstadt Guadalajara.

## Abtrennung von Nueva Vizcaya
Als Francisco de Ibarra die spanische Eroberung Richtung Norden fortsetzte, wurden die Gebiete im Norden und Westen als Nueva Vizcaya als eigenständige Provinz abgetrennt, die ihren eigenen Gouverneur haben sollte. Die Oberhoheit über Verwaltung und Rechtsprechung von Nueva Vizcaya behielt allerdings die Real Audiencia von Guadalajara.

## Entwicklung
Dank seiner Bodenschätze und des fruchtbaren Bodens entwickelte sich die Provinz schnell. Die Stadt Guadalajara wurde zu einem bedeutenden Handelszentrum.

## Bourbonische Reformen
Ab 1777 erneuerte José de Gálvez y Gallardo das spanische Kolonialreich von Grund auf. Die Vizekönigreiche sollten in überschaubarere Einheiten, Intendencias, aufgeteilt werden, und die Verwaltung sollte dezentralisiert werden. Guadalajara wurde Sitz eines Intendente.

## Unabhängigkeit
Im Mexikanischen Unabhängigkeitskrieg war Neu-Galicien umkämpft. Miguel Hidalgo richtete den Regierungssitz der Unabhängigkeitsbewegung Ende November 1810 in Guadalajara ein. Unweit der Stadt erlitten die Mexikaner bei der Schlacht an der Puente de Calderón am 17. Januar 1811 eine vernichtende Niederlage. Am 21. Januar fiel Guadalajara jedoch wieder an die Spanier.
Nach Erreichen der mexikanischen Unabhängigkeit teilte man die Provinz 1824 in die Bundesstaaten Jalisco und das Territorium Colima.